# Ribbelzegge
De ribbelzegge (Carex vulpinoidea) is een overblijvend kruid dat behoort tot de cypergrassenfamilie (Cyperaceae).De plant komt van nature voor in Noord-Amerika en is van daaruit verder verspreid naar Europa en Nieuw-Zeeland. In Nederland is de soort voor het eerst in 1930 waargenomen in Schiedam en is zeer zeldzaam. Het aantal chromosomen is 2n = 52.
De plant wordt 30 tot 100 cm hoog, heeft geen wortelstok en groeit in dichte pollen. De rechtopgaande, 2 mm dikke, ruwe, driekantige stengels zijn ribbelig. De 120 cm lange en 2 tot 5 mm brede bladeren zijn roodbruin of lichtbruin met aan de top vlekjes. Het vliezige deel van de bladschede heeft aan de van de bladschijf afgekeerde zijde vele duidelijke dwarse ribbels, vandaar de naam ribbelzegge. Het tongetje is 2 mm groot en heeft een ronde top. De bladschede is aan de voorkant roodbruin of lichtbruin gevlekt.
De plant bloeit in juni. De 7 tot 10 cm lange en 15 mm brede bloeiwijze heeft 10 tot 15, tweeslachtige aren. De mannelijk bloemen zitten bovenaan en de vrouwelijk onderaan de aar. Het onderste schutblad heeft een bladschede van tot slechts 4 mm lang. De lichtbruine kafjes zijn vliezig en hebben een tot 3 mm lange, uittredende, borstelvormig, spitse middennerf. Het vruchtbeginsel heeft twee stempels. De 3 tot 6 mm lange en 1,3 tot 1,8 mm brede, groene tot lichtbruine, ovale of elliptische, schuin of rechtafstaande urntjes zijn niet generfd of hebben drie nerven. De snavel is 0,8 tot 1,2 mm lang en heeft twee tanden. Op het urntje zit een mierenbroodje. Het urntje is een soort schutblaadje dat geheel om de vrucht zit.
De roodbruine, eivormige vrucht is een 1,2 tot 1,4 mm lang en 1 mm breed, lensvormig nootje.

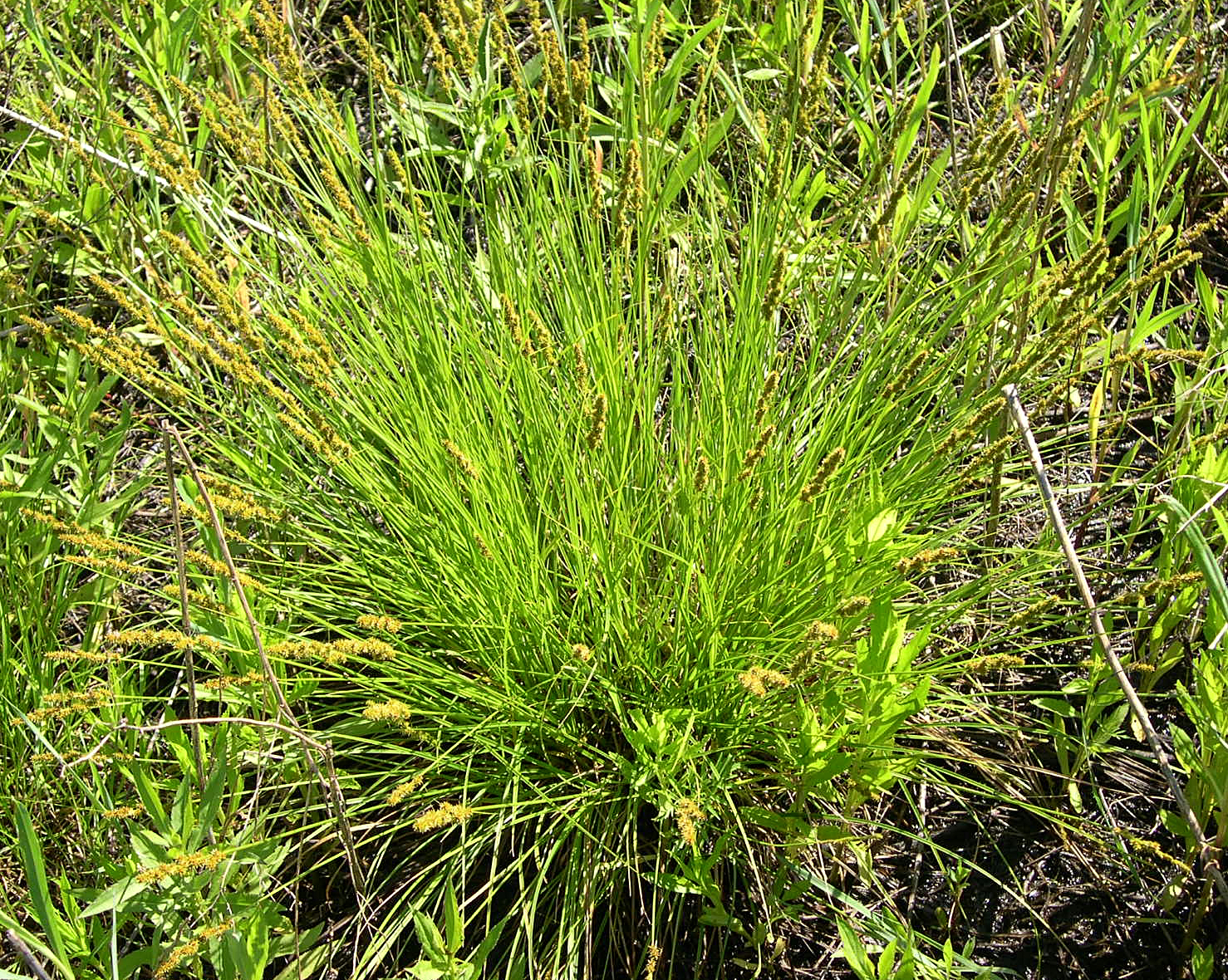
Plant
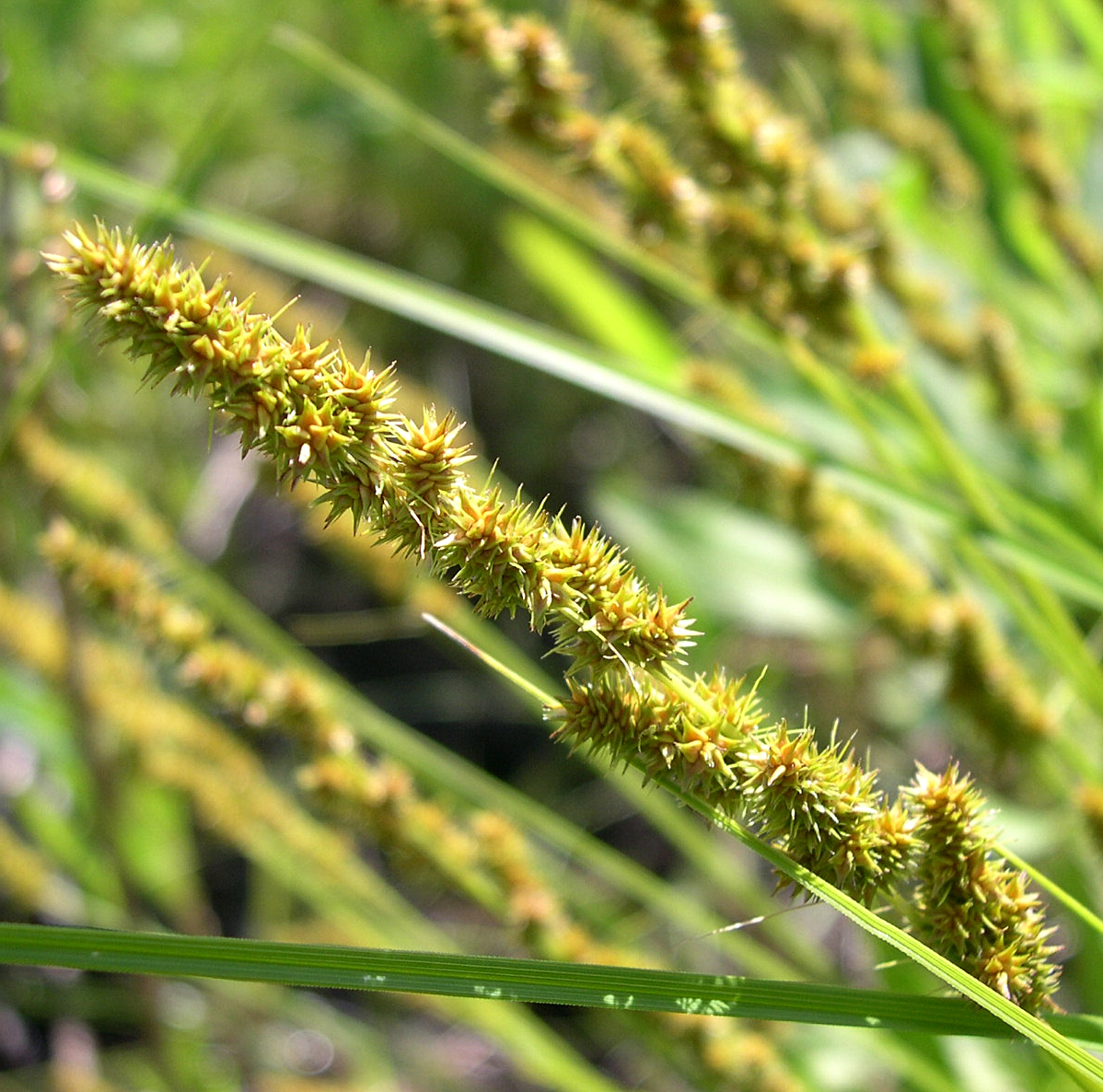
Kafjes met stekel
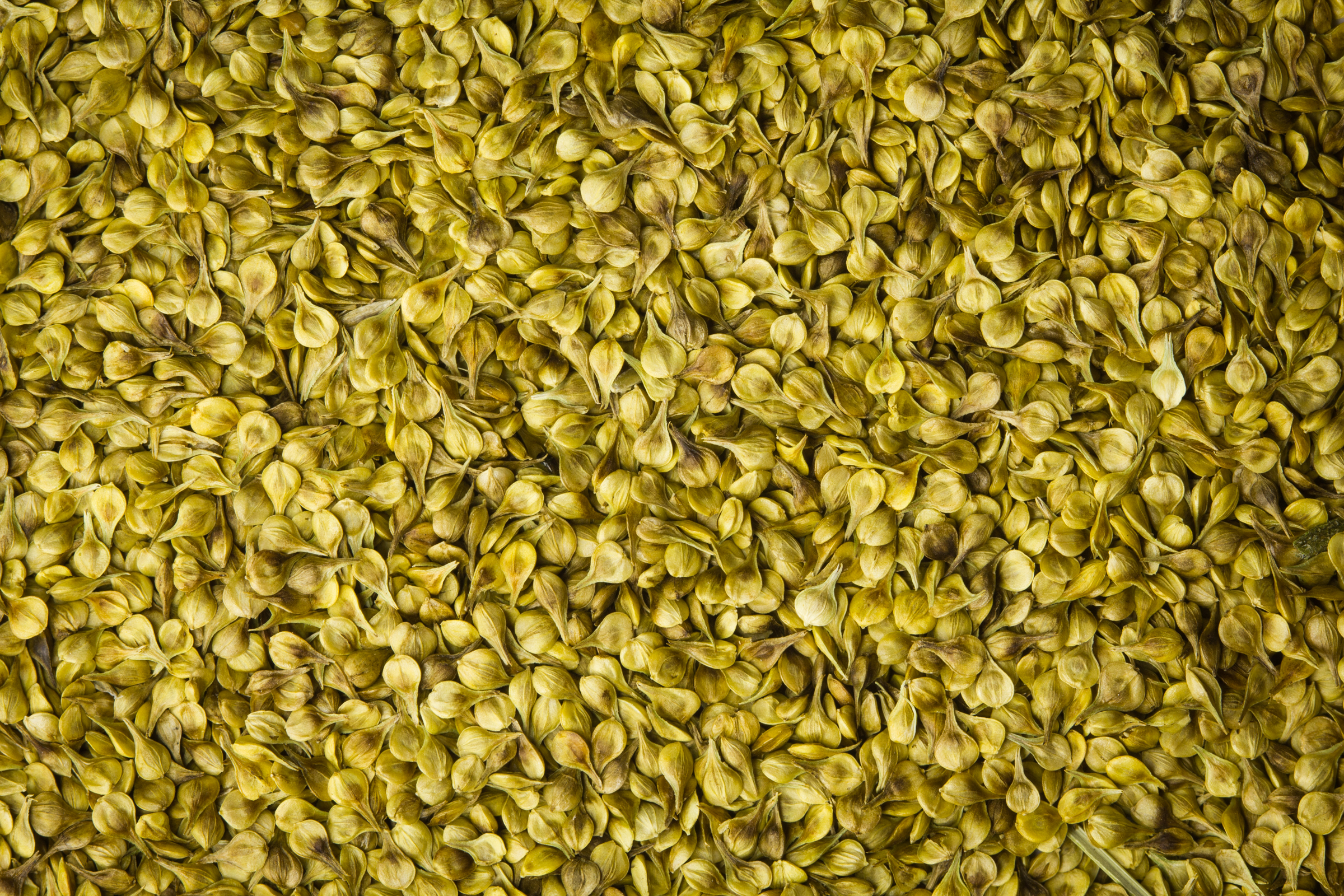
Vruchten

De ribbelzegge komt voor langs waterkanten op natte kleigrond.